# Batterie des Mèdes
La batterie des Mèdes est une ancienne batterie de l'île de Porquerolles, sur le territoire de la commune d'Hyères, en France. Construite dans la première moitié du XIXe siècle sur le cap des Mèdes, elle représente le dernier ouvrage de défense construit sur l'île de Porquerolles, particulièrement significative du système de protection de la place de Toulon. 
Elle est la propriété de l'État français. 
Elle est inscrite monument historique depuis le 20 janvier 1989.

## Architecture
L'enceinte face à la terre comporte un bastionnet.